# Алтунхисар
Алтунхисар (тур. Altunhisar) — город и район в иле Нигде в Турции. Население района — 22,284 человек, из них 3,839 живут в районном центре.
Алтунхисар расположен на равнине Нигде к северу от гор Мелендиз, в 16 км от города Бор и в 30 км от города Нигде. Алтунхисар известен своими яблоками. Промышленность по сбору яблок и других фруктов в регионе Алтунхисар принадлежит итальянской компании.